# Strangers in the Night
Strangers in the Night – amerykańska piosenka z 1966. Muzykę skomponował Bert Kaempfert, a słowa napisali Charles Singleton i Eddie Snyder. Utwór wykonywał Frank Sinatra, który zamieścił go także na wydanym w 1966 roku albumie studyjnym, zatytułowanym tak samo jak utwór. 
Swoje covery nagrali m.in. Violetta Villas, Petula Clark, Andy Williams, Allan Sherman (parodia) oraz zespół U2.